# کارلو لتیکا
کارلو لتیکا (انگلیسی: Karlo Letica؛ زادهٔ ۱۱ فوریهٔ ۱۹۹۷) بازیکن فوتبال اهل کرواسی است.
از باشگاه‌هایی که در آن بازی کرده‌است می‌توان به باشگاه فوتبال سمپدوریا، باشگاه فوتبال هایدوک اسپلیت، باشگاه فوتبال اسپال، باشگاه فوتبال رودش، باشگاه فوتبال کلوب بروژ، و باشگاه فوتبال سی‌اف‌آر کلوژ اشاره کرد.
وی همچنین در تیم‌های ملی فوتبال زیر ۱۹ سال کرواسی و زیر ۲۱ سال کرواسی بازی کرده‌است.